# Machaerium tianmushanum
Machaerium tianmushanum är en tvåvingeart som beskrevs av Yang 2001. Machaerium tianmushanum ingår i släktet Machaerium och familjen styltflugor. Inga underarter finns listade i Catalogue of Life.